# Франсоа Мажанди
Франсоа Мажанди (на френски: François Magendie) е френски лекар-физиолог, пионер на експерименталната физиология.

## Биография
Роден в град Бордо, (* 6 октомври 1783 † 7 октомври 1855), а умира в градчето Саннуа (Sannois) край Париж. Известен е с описанието форамен на Мажанди във вентрикуларната система на мозъка. Съществува така също и знак на Мажанди – двигателна ротация на окото (надолу и навътре) при наличие на повреда в малкия мозък.
Мажанди е професор по физиология в Колеж дьо Франс в Париж, председател на катедрата по медицина от 1830 до 1855 г., последван от Клод Бернар, негов дългогодишен асистент.

## Научни методи
Най-важните му приноси са в областта на физиологията, но методите му са дискутирани и отхвърляни като жестоки и нечовешки. Привърженик е на вивисекцията – това му позволява да установи важни физиологични процеси по нервната и мускулната системи. Прийомите му за провеждане на вивисекции по време на лекциите си открито осъждани от колегите му и се смятат за скандални.
Ирландецът Ричард (Дик) Мартин, член на британския парламент, внася законопроект против вивисекцията и жестокостта към животните, като описва ужасните методи на Мажанди и вивисекцията на хрътка, закована на операционната маса за лапата и едното и ухо, оставена с лицевите нерви, открити за продължение на дисекцията на другия ден, и нарекъл методите му „позор за обществото“. Мажанди защитава позициите си, като се аргументрира защо използва вивисекция, но това не е достатъчно оправдание за противниците на неговите методи.

## Основни приноси

### Физиология
Най-основният му принос към медицината и физиологията е оспорван и славата на откритията му е споделена от английския физиолог Чарлз Бел. Мажанди провежда поредица от експерименти върху гръбначния мозък и гръбначните нерви, за да установи диференциацията между моторните и сензорните нервни влакна излизащи от гръбначния мозък. Това откритие е познато като закон на Бел-Маженди. Тези му експерименти довеждат до ожесточено съперничество през Ламанша, като британският лагер твърди, че Бел е публикувал пръв откритията, а Мажанди ги е изкопирал или откраднал.

### Фармакология
Научните му методи се възприемат от водещи фармаколози и Мажанди се счита за един от основоположниците на съвременната фармакология. През 1819 г. заедно с Жозеф Пелетиер откриват алкалоида еметин. Изучава задълбочено огромен брой медикаментозни вещества и растителни екстракти, измежду които стрихнин, морфин, кодеин, хинин, опиум и цианкалий.

## Признание
Мажанди умира признат от съвременниците си като един от основоположниците на френсклата и световната медицина и физиология. Награден е през 1852 г. с Ордена на Почетния легион, а след месец в Испания с Ордена на Карлос Трети (на испански: Caballero de la Real Orden de Carlos III) и други отличия.